# 艾蘭格羅夫鎮區 (內布拉斯加州蓋奇縣)
艾蘭格羅夫鎮區（英語：Island Grove Township）是位於美國內布拉斯加州蓋奇縣的一個行政鎮區。

## 地方資料
艾蘭格羅夫鎮區的面積為92.91平方千米，當中陸地面積為92.88平方千米，而水域面積為0.03平方千米。根據2020年美國人口普查的數據，當地共有人口69人，而人口密度為每平方千米0.74人。